# Malawizaur
Malawizaur (Malawisaurus dixeyi) – dinozaur z grupy tytanozaurów (Titanosauria); jego nazwa znaczy "jaszczur z Malawi". Wcześniej był opisany jako Gigantosaurus dixeyi.
Żył w epoce wczesnej kredy (ok. 121-112 mln lat temu) na terenach Afryki. Długość ciała ok. 9 m, wysokość ok. 3-4 m, masa ok. 8-10 t. Jego szczątki znaleziono w Malawi.
Opisany na podstawie czaszki. Odkrycie szczątków malawizaura ułatwiło opracowanie ewolucji tytanozaurów.